# Ryo Hasegawa
Ryo Hasegawa (長谷川 凌 Hasegawa Ryo?, nacido el 21 de abril de 1999 en Tokio) es un futbolista japonés que se desempeña como guardameta.

## Trayectoria

### Clubes
| Club           | País  | Año    |
| -------------- | ----- | ------ |
| Mito HollyHock | Japón | 2018 - |

## Estadística de carrera

### J. League
| Club           | Año   | J. League | J. League | Copa J. League | Copa J. League | Total | Total |
| Club           | Año   | Part.     | Goles     | Part.          | Goles          | Part. | Goles |
| -------------- | ----- | --------- | --------- | -------------- | -------------- | ----- | ----- |
| Mito HollyHock | 2018  | 2         | 0         | -              | -              | 2     | 0     |
| Total          | Total | 2         | 0         | 0              | 0              | 2     | 0     |